# Довірчий інтервал
Довірчий інтервал (англ. confidence interval, CI) — у математичній статистиці є типом інтервальної оцінки, яку обчислюють за даними спостереження, і яка покриває невідомий статистичний параметр із заданою надійністю. Це інтервал, у межах якого з заданою довірчою імовірністю можна чекати значення оцінюваної (шуканої) випадкової величини. Застосовують для повнішої оцінки точності порівняно з точковою оцінкою. Метод довірчих інтервалів розробив американський статистик Єжи Нейман, виходячи з ідей англійського статистика Рональда Фішера.
Наприклад, можна сказати: результати опитування показали, що кандидат набере на виборах 40 % голосів. Проте математично правильніше сказати: з імовірністю 90 % кількість голосів набраних кандидатом згідно з опитуваннями лежить в інтервалі 40±3 %. Тут довірчим інтервалом є ±3 %.

## Визначення
Довірчим інтервалом параметра {\displaystyle \theta } розподілу випадкової величини {\displaystyle X} з рівнем довіри p, для вибірки {\displaystyle (x_{1},\ldots ,x_{n})}, називається інтервал з межами {\displaystyle l(x_{1},\ldots ,x_{n})} та {\displaystyle u(x_{1},\ldots ,x_{n})}, які є реалізаціями випадкових величин {\displaystyle L(X_{1},\ldots ,X_{n})} та {\displaystyle U(X_{1},\ldots ,X_{n})}, таких, що {\displaystyle \mathbb {P} (L\leqslant \theta \leqslant U)=p}.
Граничні точки довірчого інтервалу {\displaystyle l} та {\displaystyle u} називаються довірчими межами.
Тлумачення довірчого інтервалу, засноване на інтуїції, буде таким: якщо рівень довіри p великий (скажімо, 0,95 або 0,99), то довірчий інтервал майже напевно містить істинне значення {\displaystyle \theta }. Ще одне тлумачення поняття довірчого інтервалу: його можна розглядати як інтервал значень параметра, що є сумісними з даними дослідів і не суперечать їм.
Точніше, хоч також не зовсім формально, тлумачення довірчого інтервалу з рівнем довіри, наприклад, 95 %: якщо провести дуже велику кількість незалежних експериментів з аналогічною побудовою довірчого інтервалу, то в 95 % експериментів довірчий інтервал буде містити оцінюваний параметр {\displaystyle \theta } (тобто буде виконуватися {\displaystyle L\leqslant \theta \leqslant U}), а в решті 5 % експериментів довірчий інтервал не міститиме {\displaystyle \theta }.

## Основні положення
Для повного уявлення про точність вимірювань та надійність оцінки випадкових відхилень результатів вимірювань, особливо при обмеженій кількості значень вимірюваної величини, необхідно задатися довірчими межами, довірчим інтервалом та довірчою ймовірністю.
Нехай
{\displaystyle \left({{x}_{1}},...,{{x}_{n}}\right)\equiv ~x~} — n незалежних спостережень над випадковою величиною з законом розподілу F(z/a), що залежить від параметра a, значення якого невідомо.
Довірчі межі випадкових похибок — це верхня та нижня межі інтервалу, в які похибки потрапляють із заданою ймовірністю Р. Величина Р називається довірчою ймовірністю. Для визначення довірчих меж похибок необхідно знати густину розподілу похибок та ймовірність потрапляння похибок у довірчі межі. Якщо не ввести обмеження, то задача матиме множину розв'язків.
1. Визначення 1. Функція спостережень a1(x1,…,xn) (зауважимо, що це випадкова величина) називається нижньою довірчою границею для параметра a з рівнем довіри РД (звичайно близьким до 1), якщо при будь-якому значенні виконується P

{\displaystyle P\{{{a}_{1}}\left({{x}_{1}},...,{{x}_{n}}\right)\leq a\}\geq {{P}_{}}}.
1. Визначення 2. Функція спостережень a2(x1,…,xn) (випадкова величина) називається верхньою довірчою границею для параметра a з рівнем довіри РД, якщо при будь-якому значенні

{\displaystyle P\{{{a}_{1}}\left({{x}_{1}},...,{{x}_{n}}\right)\geq a\}\geq {{P}_{}}}.
1. Визначення 3. Інтервал з випадковими кінцями (випадковий інтервал)

I(x)  = (a1(x), a2(x)), обумовлений двома функціями спостережень, називається довірчим інтервалом для параметра a з рівнем довіри РД, якщо при будь-якому значенні a
{\displaystyle P\left\{a\in I\left(x\right)\ \right\}\equiv P\{~{{a}_{1}}\left({{x}_{1}},...,{{x}_{n}}\right)\leq a\leq ~{{a}_{2}}\left({{x}_{1}},...,{{x}_{n}}\right)\}\geq {{P}_{}}},
тобто імовірність (що залежить від a) накрити випадковим інтервалом I(x) справжнє значення a — більше або дорівнює РД.

## Побудова довірчих границь і інтервалів
Для побудови довірчого інтервалу (чи границі) необхідно знати закон розподілу статистики
{\displaystyle \xi =\xi \left({{x}_{1}},...,{{x}_{n}}\right)}, по якій оцінюється невідомий параметр (такою статистикою може бути оцінка
{\displaystyle \xi ={\hat {a}}\left({{x}_{1}},...,{{x}_{n}}\right)}). Один зі способів побудови полягає в наступному. Припустимо, що деяка випадкова величина
{\displaystyle \varphi =\varphi (\xi ,a)}, що залежить від статистики
{\displaystyle \xi } і невідомого параметра a така, що:
1. закон розподілу відомий і не залежить від a;
2. {\displaystyle \varphi (\xi ,a)} є неперервною та монотонною по.

Виберемо діапазон для
{\displaystyle \varphi } інтервал
{\displaystyle ({{f}_{1}},{{f}_{2}})} так, щоб влучення в нього було практично імовірно:
{\displaystyle P\{f_{1}\leq \varphi (\xi ,a)\leq f_{2}\}\geq P}
для чого досить як
{\displaystyle f_{1},f_{2}} взяти квантилі розподілу
{\displaystyle \varphi } рівня (1- РД)/2 і (1+ РД)/2 відповідно. Перейдемо в до іншого запису випадкової події. Розв'язуючи нерівності щодо параметра a, одержимо (думаючи, що
{\displaystyle \varphi } монотонно зростає по a):
{\displaystyle {P}\{{g}(\xi ,f_{1})\leq {a}\leq {g}(\xi ,f_{2})\}\geq {P}}.
Це співвідношення вірне при будь-якім значенні параметра a, і тому, відповідно до визначення, випадковий інтервал
{\displaystyle (g(\xi ,{{f}_{1}}),g(\xi ,{{f}_{2}}))} є довірчим для a з рівнем довіри РД. Якщо
{\displaystyle \varphi } спадає по a, інтервалом є
{\displaystyle (g(\xi ,{{f}_{2}}),g(\xi ,{{f}_{1}}))}.
Для побудови однобічної границі для a виберемо значення
{\displaystyle f_{1},f_{2}} так, щоб
{\displaystyle ~~~~~~{P}\{\varphi (\xi ,a)\geq {{f}_{1}}\}\geq {{P}_{}},~~~~~{{f}_{1}}=Q\left(1-{{P}_{}}\right)}
чи
{\displaystyle {P}\{\varphi (\xi ,a)\leq {{f}_{2}}\}\geq {{P}_{~}}{{,}_{~~~~}}~{{f}_{2}}=Q\left({{P}_{}}\right)}
де
{\displaystyle Q(P)} — квантиль рівня
{\displaystyle P}. Після розв'язання нерівності одержимо однобічні довірчі границі для a.
Для звичайних технічних вимірювань, коли не вимагається високий ступінь надійності та точності, довірча ймовірність береться у межах 0,9—0,95.
Виходячи з нормального закону розподілу, можна розраховувати ймовірність виникнення випадкових похибок з різними значеннями.